# Тонини, Алиса
Алиса Тонини (итал. Alice Tonini; год рождения неизвестен — год смерти неизвестен) — итальянская трёхкратная победительница чемпионата Франции по шахматам среди женщин (1932, 1933, 1934), участница чемпионата мира по шахматам среди женщин (1933).

## Биография
Была гражданкой Италии, но в 1930-е годы проживала во Франции. Трижды подряд выигрывала чемпионат Франции по шахматам среди женщин (1932, 1933, 1934), но из-за отсутствия у нее французского гражданства чемпионкой всегда признавалась местная шахматистка. В 1933 году участвовала в турнире за звание чемпионки мира по шахматам в Фолкстоне, в котором заняла 5-е место (победила Вера Менчик). В 1934 году участвовала в шахматном турнире в Милане, который выиграл Марио Наполитано. О дальнейшей ее судьбе не хватает достоверных сведений.